# Municipio de South Williams
South Williams Township es una subdivisión estadística del condado de Columbus, Carolina del Norte, Estados Unidos. Según el censo de 2020, tiene una población de 4571 habitantes.

## Geografía
La subdivisión se localiza en las coordenadas 34°07′54″N 78°49′17″O / 34.13167, -78.82139 (34.131639, -78.821364).